# بيلبي بورتيوس
بيلبي بورتيوس (بالإنجليزية: Beilby Porteus)‏ (8 مايو 1731 - 13 مايو 1809)، أسقف تشيستر ولندن على التوالي، كان مصلحًا في كنيسة إنجلترا وقيادي التحرير من العبودية في إنجلترا. كان أول أنجليكاني في موقع سلطة يتحدى بشكلٍ خطيرٍ موقف الكنيسة بشأن العبودية.

## نشأته
وُلد بورتيوس في يورك في 8 مايو عام 1731، وهو الأصغر من بين 19 طفلًا لسارة جينينغز وروبرت بورتيوس (المتوفى 1758/9)، الذي عمل مزارعًا. على الرغم من أن العائلة كانت من أصل اسكتلندي، فإن والديه كانا مزارعين فرجينيين، عادوا إلى إنجلترا في عام 1720 نتيجةً للصعوبات الاقتصادية في المقاطعة ولصالح صحة والده. تلقى تعليمه في يورك وفي مدرسة ريبون غرامر، وكان باحثًا كلاسيكيًا في كلية المسيح، كامبريدج، وأصبح زميلًا في عام 1752. في عام 1759 حصل على جائزة سيتونيان عن قصيدته الموت: مقالة شعرية، العمل الذي ما زال يتذكره.
وُسم كاهنًا عام 1757، وفي عام 1762 عُيّن قسيسًا محليًا لتوماس سيكر، رئيس أساقفة كانتربيري، كمساعد شخصي له في قصر لامبث لمدة ست سنوات. خلال هذه السنوات، يعتقد أنه أصبح أكثر وعيًا بظروف الأفارقة المُستعبدين في المستعمرات الأمريكية وجزر الهند الغربية البريطانية. تحدث مع رجال الدين والمبشرين، حيث تلقى تقارير عن الظروف المروعة التي تواجه العبيد من الكاهن جيمس رامسي في جزر الهند الغربية ومن غرانفيل شارب، المحامي الإنجليزي الذي ساند قضايا العبيد المُفرج عنهم في إنجلترا.
في عام 1769، عُين بيلبي بورتيوس قسيسًا للملك جورج الثالث. أُدرج كأحد مبشري الصوم الكبير في تشابل رويال، وايتهول في الأعوام 1771 و 1773 و 1774. كان أيضًا كاهنًا في لامبث (حياة مشتركة بين رئيس أساقفة كانتربيري وكرون) من 1767-1777، وما بعدها حاكمًا في سانت كروس، ونشستر (1776-1777).
كان قلقًا إزاء الاتجاهات داخل كنيسة إنجلترا نحو ما اعتبره تمويهًا لحقيقة النصوص المقدسة ووقف إلى جانب الطهارة الفقهية وعارض الحركة المناهضة للاكتتاب، المؤلفة من رجال الدين والعلماء الذين كانوا، كما رأى، قد خفوا العقيدة المسيحية الكاردينالية والمعتقدات، وكانوا يؤيدون أيضًا السماح لرجال الدين بخيار الاشتراك بالنصوص التسعة والثلاثون. في الوقت نفسه كان على استعداد لاقتراح حل وسط لتعديل بعض النصوص. كان دائمًا رجل كنيسة في إنجلترا، وكان سعيدًا بالعمل مع الميثوديين والمعارضين واعترف بمساهماتهم الرئيسية في التبشير والتعليم.

## أسقف تشيستر
في عام 1776، رُشح بورتيوس لمنصب أسقف تشيستر، وتولى التعيين في عام 1777. لم يضيع الوقت في التعامل مع مشاكل الأبرشية التي كان عدد سكانها يتزايد بشكلٍ كبير داخل العديد من المراكز الجديدة للثورة الصناعية، والتي كان معظمها في شمال غرب إنجلترا، ولكن يوجد فيها أقل عدد من الأبرشيات. ويشكل الفقر والحرمان المروع بين العمال المهاجرين في الصناعات التحويلية الجديدة تحديًا كبيرًا للكنيسة، ما أدى إلى ضغوط هائلة على الموارد الأبرشية. وواصل الاهتمام العميق بمحنة الهند الغربية، والتبشير بالحملات النشطة ضد تجارة الرقيق، وبالمشاركة في العديد من المناقشات في مجلس اللوردات، وأصبح معروفًا بالتحرير من العبودية. اهتم بشكلٍ خاص بشؤون جمعية نشر الإنجيل في الأجزاء الأجنبية، خاصةً فيما يتعلق بدور كنيسة إنجلترا في إدارة مزارع كودرينغتون في باربادوس، حيث كان حوالي 300 من العبيد مملوكين للجمعية.
اشتُهر بكونه علّامةً ومبشرًا شعبيًا، في عام 1783 كان على الأسقف الشاب أن يحظى أولًا بالاهتمام الوطني من خلال التبشير بموعظته الأكثر شهرةً وتأثيرًا.

## موعظة الذكرى السنوية
استغل بورتيوس الفرصة التي أتاحتها الدعوة إلى التبشير بموعظة الذكرى السنوية عام 1783 لجمعية نشر الإنجيل في الأجزاء الأجنبية لانتقاد دور كنيسة إنجلترا في تجاهل محنة 350 من العبيد في مزارع كودرينغتون في باربادوس والتوصية بوسائل يمكن بها تحسين حال الكثير من العبيد هناك.
كان نداءًا متحمسًا وعقلانيًا جيدًا من أجل التوصية بتمدن وتحسين وهداية العبيد الزنوج في جزر غرب الهند البريطانية وكان قد بشر به في كنيسة سانت ماري لو بو قبل أربعين عضوًا في الجمعية، بما في ذلك أحد عشر أساقفة من كنيسة إنجلترا. وعندما سقط هذا غالبًا على آذان صماء، بدأ بورتيوس في العمل على خطته من أجل الهداية الفعالة لعبيد كودرينغتون العقارية، والتي قدمها للجنة إس بّي جي في عام 1784، وعندما رُفض مرةً أخرى في عام 1789. كان من الواضح أن رفض الأساقفة الآخرين لخطته قد أثار انزعاجه. تكشف مذكراته اليومية عن غضبه الأخلاقي من القرار في هذا اليوم وما اعتبره الرضا الواضح للأساقفة ولجنة الجمعية عن مسؤوليتها برفاه العبيد التابعين لهم.
وكانت هذه هي التحديات الأولى التي واجهت إنشاء حملة دامت 26 عامًا في نهاية المطاف للقضاء على العبودية في المستعمرات البريطانية في غرب الهند. قدم بورتيوس مساهمةً كبيرةً وانتقل في النهاية إلى وسائل أخرى لتحقيق أهدافه، بما في ذلك الكتابة، وتشجيع المبادرات السياسية، ودعم إرسال عمال الإرسالية التبشيرية إلى باربادوس وجامايكا. وبعد أن شعر بورتيوس بالقلق العميق إزاء الكثير من العبيد نتيجةً للتقارير التي تلقاها، أصبح من دعاة التحرير من العبودية الملتزمين والمتحمسين، وهو أكبر رجل دين في يومه، ليقوم بدور نشط في الحملة ضد العبودية. شارك مع مجموعة دعاة التحرير من العبودية في تيستون في كينت، بقيادة السير تشارلز ميدلتون، وسرعان ما تعرّف على ويليام ويلبرفورس، وتوماس كلاركسون، وهنري ثورنتون، وزاكاري ماكولاي وغيرهم من النشطاء الملتزمين. كان العديد من هذه المجموعة أعضاء في ما يسمى طائفة كلافام للمجتمع الإنجيلي وقدم بورتيوس دعمه لهم ولحملاتهم.
كما قدم مشروع قانون ويلبرفورس لإلغاء تجارة الرقيق أمام البرلمان البريطاني مرارًا وتكرارًا على مدى 18 عامًا من عام 1789، قام بورتيوس بحملة قوية وحيوية لدعم الحملة من داخل كنيسة إنجلترا ومنصة الأساقفة في مجلس اللوردات.